# Лутропиги (дем Софадес)
Лутропиги или Смоково (на гръцки: Λουτροπηγή, до 1927 г. Σμόκοβο, Смоково) е село в Източна Аграфа.
Старото име на селото Смоково според Макс Фасмер има славянска етимология от смок. Според Статис Асиматис по-вероятно името е от шумак.

## История
Смоково е старо и известно село в областта Аграфа. По него носи името си и язовирът Смоковско езеро. На 19 април 1878 година, с посредничеството на Великобритания, в Смоково е подписано примирието, сложило край на Олимпийското въстание, насочено срещу Санстефанския мирен договор.